# Ziarnołusk grubodzioby
Ziarnołusk grubodzioby (Saltator maxillosus) – gatunek średniej wielkości ptaka z rodziny tanagrowatych (Thraupidae), występujący we wschodniej części Ameryki Południowej. W Czerwonej księdze gatunków zagrożonych IUCN klasyfikowany jest jako gatunek najmniejszej troski (LC, Least Concern).

## Systematyka
Pierwszego naukowego opisu gatunku – na podstawie holotypu, jak błędnie założył, pochodzącego z Montevideo w Urugwaju – dokonał niemiecki przyrodnik Jean Cabanis w 1851 roku, nadając mu nazwę Saltator maxillosus. W 1938 roku Carl Eduard Hellmayr wskazał nowe miejsce typowe holotypu w południowej Brazylii. W przeszłości zakładano jego bliski związek z ziarnołuskiem kapturowym i ziarnołuskiem złotodziobym. Obecne badania nie potwierdzają krzyżowania się tych gatunków. Nie wyróżnia się podgatunków.

## Morfologia
Średniej wielkości ptak o dużym, grubym, silnym i zaokrąglonym dziobie – ciemnym, z lekkim zabarwieniem pomarańczowym u nasady. Samce mają ciemnoniebieskoszary wierzch głowy i grzbiet. Kantarek, policzki, pasek policzkowy i skroń ciemnoszara. Charakterystyczny biały pasek oczny. Pasek podbródkowy czarny. Szyja ciemnostalowoszara. Na podbródku i gardle śliniak koloru od białawego do płowopomarańczowego. Pierś i brzuch płowoszare. Skrzydła – czarniawe, z jaśniejszymi obrzeżami lotek pierwszego rzędu; ogon matowoczarny. Nogi szarawe. Tęczówki ciemnobrązowe. Samice mają oliwkowe ubarwienie głowy, karku grzbietu i skrzydeł. Długość ciała – 21 cm, masa ciała – 48–54 g.

## Zasięg występowania
Ziarnołusk grubodzioby występuje w południowo-wschodniej Brazylii – w stanach Rio Grande do Sul, południowej części stanu Bahia, wschodniej części Minas Gerais i Paraná oraz w najbardziej na północ wysuniętej części argentyńskiej prowincji Misiones. Jest gatunkiem w większości osiadłym, niewielkie przemieszczenia w okresie zimowym występują tylko w najbardziej na południe wysuniętych obszarach jego występowania.

## Ekologia
Jego głównym habitatem są górskie wilgotne lasy i ich obrzeża na wysokościach od około 900 do 2200 m n.p.m., rzadko niżej aż po poziom morza. Żeruje głównie w średnich i wysokich piętrach wilgotnych lasów. Odżywia się głównie pokarmem roślinnym. Jest jednym z niewielu wśród ptaków foliofagiem. Obserwacje w okresie suchym wskazują na spożywanie liści z rodzin zaczerniowatych Melastomataceae, psiankowatych Solanaceae, marzanowatych Rubiaceae i astrowatych Asteraceae oraz różnych owoców. Stwierdzono też pożywianie się ziarnołuska grubodziobego liśćmi bambusów z rodzaju Chusquea i Merostachys. Występuje zazwyczaj w parach, czasami spotykany jest w stadach mieszanych z innymi gatunkami.

### Rozmnażanie
Okres lęgowy nie jest dokładnie określony. Gniazda buduje w kształcie niewielkiej miseczki zbudowanej m.in. z korzeni i suchych liści, wyścielone są korzonkami i niewielkimi częściami roślin. Gniazda umiejscowione na drzewach lub wysokich krzewach dosyć nisko. Lęg składa się zazwyczaj z 2–3 jasnoniebieskich jaj z czarnymi lub brązowymi plamkami.

## Status i ochrona
W Czerwonej księdze gatunków zagrożonych IUCN ziarnołusk grubodzioby jest klasyfikowany jako gatunek najmniejszej troski (LC, Least Concern) nieprzerwanie od 2004 roku. Liczebność populacji nie została oszacowana, ale ptak ten opisywany jest jako dość pospolity. Zasięg jego występowania według szacunków organizacji BirdLife International obejmuje około 0,73 mln km².
BirdLife International wymienia 10 ostoi ptaków IBA, w których ten gatunek występuje, wszystkie w Brazylii. Są to m.in. Park Narodowy Itatiaia, Parque Estadual do Turvo, Área de Proteção Ambiental de Guaratuba i Campos Gerais do Paraná.